# Pierre Louis Dulong
Pierre Louis Dulong FRS (n. 12 februarie 1785 – d. 19 iulie 1838) a fost un fizician și chimist francez. Este cunoscut pentru publicarea legii Dulong-Petit, însă sunt recunoscute și contribuțiile sale referitoare la conducția termică și la capacitatea termică masică a gazelor. Majoritatea contribuțiilor aduse se încadrează în domeniul capacității termice masice și a conceptului de indice de refracție aplicat gazelor.

## Biografie
Pierre Louis Dulong s-a născut în Rouen, Franța.